# شمال کانادا

شمال کانادا بر اساس تقسیمات دولتی

شمال کانادا (سمت چپ) بر نقشه قطب شمال

شمال کانادا گستره شمالی کشور کانادا که بر اساس تقسیمات دولتی و سیاسی تعریف شده‌است.